# 马纳里
马纳里是巴西伯南布哥州的一个市镇。总面积407平方公里，总人口15589人，人口密度38.3人/平方公里。